# Таксоны рода Паутинник
Описания подродов и список видов грибов рода паутинник (Cortinarius (Pers.) Gray 1821)
Подроды — по системе Мозера и Зингера (1962), списки видов — по Нездойминого (1996)

## Phlegmacium(Fr.) Fr.—Флегмациум

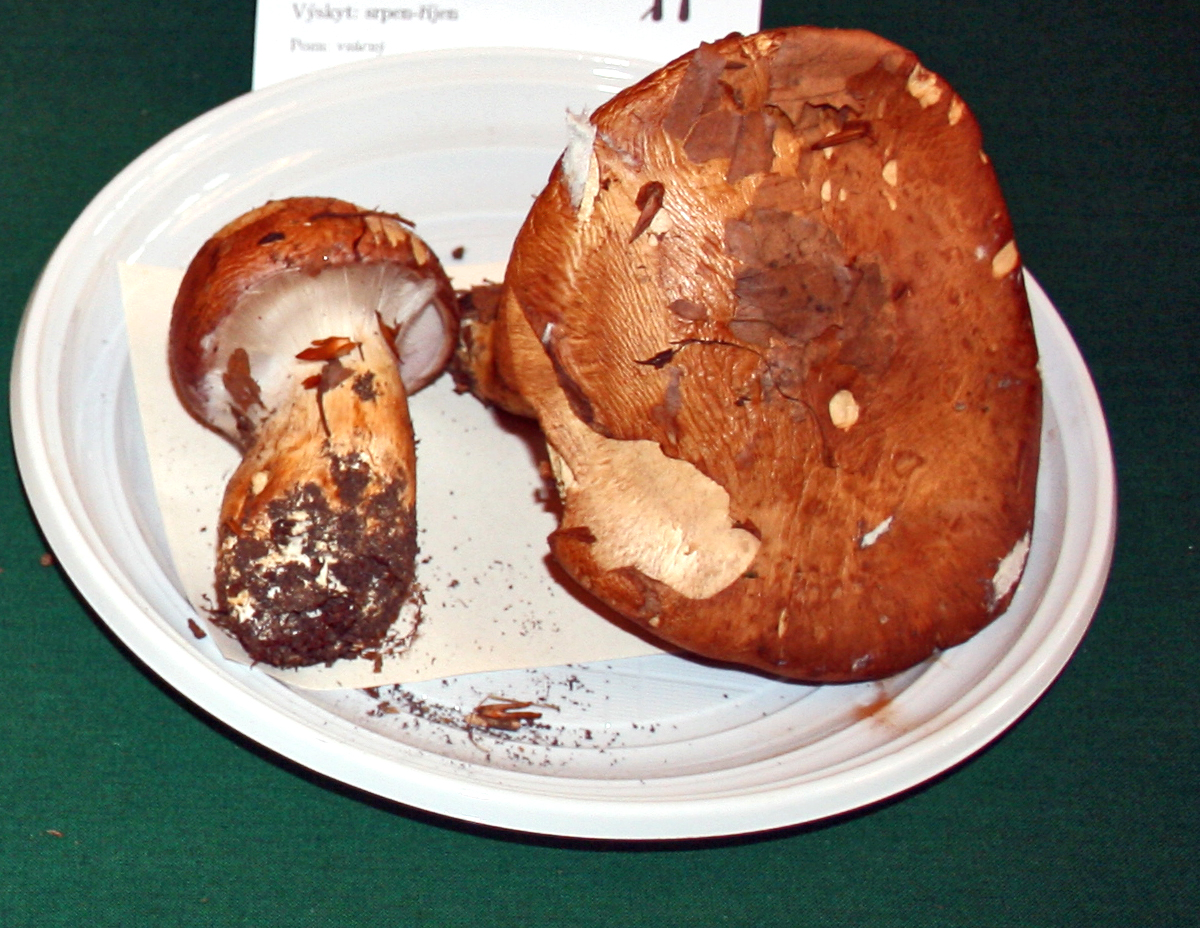
Паутинник голубовато-опоясанный

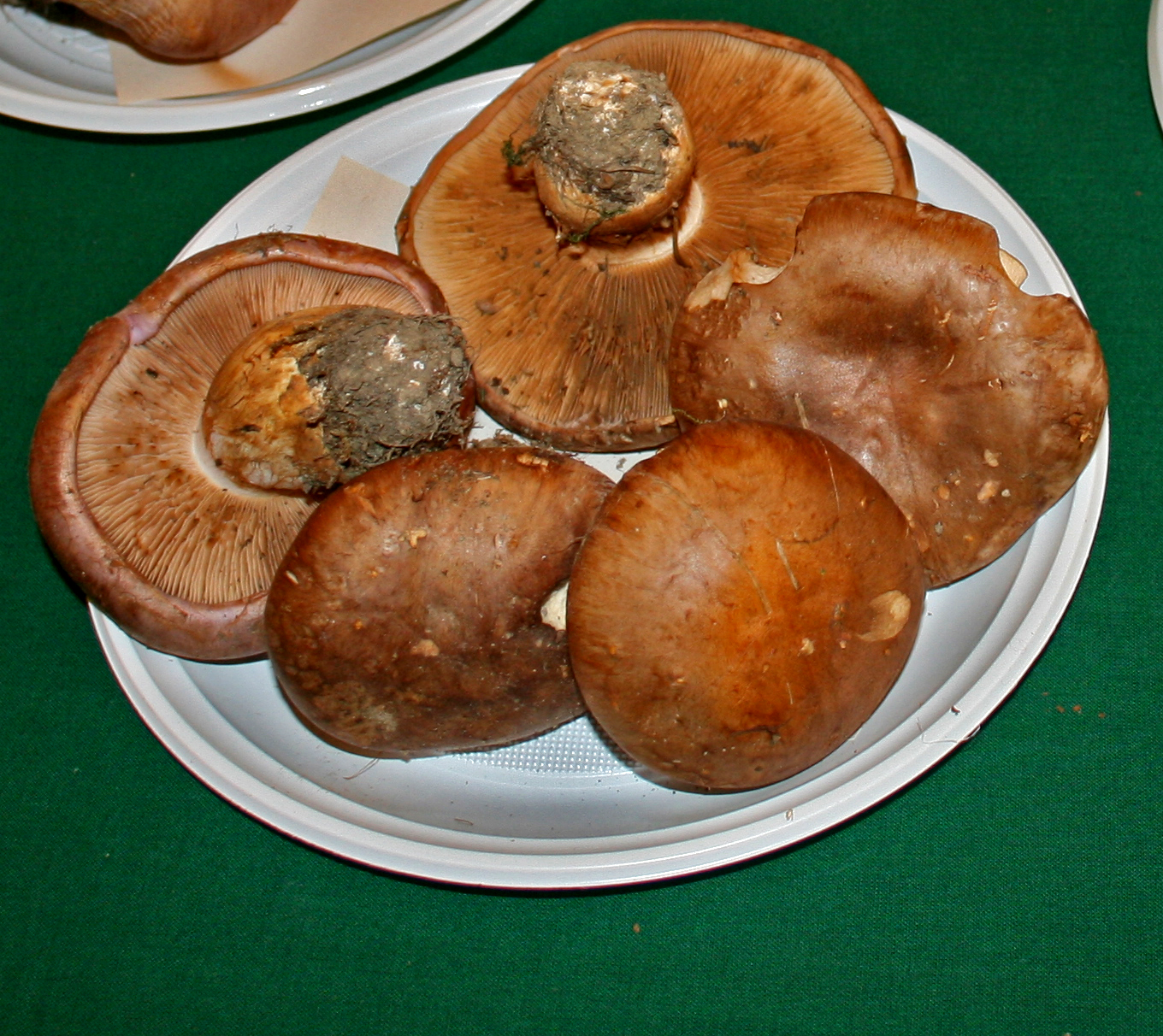
Паутинник опоясанный

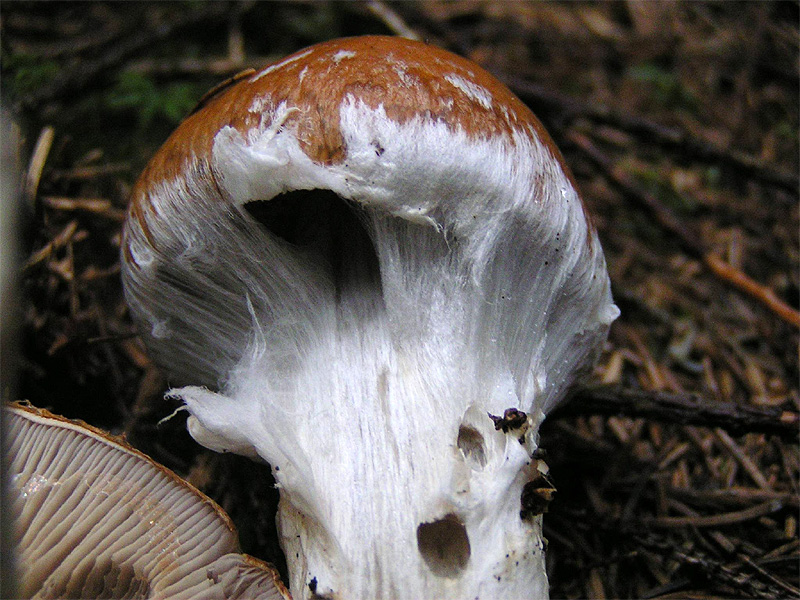
Паутинник светло-охристый

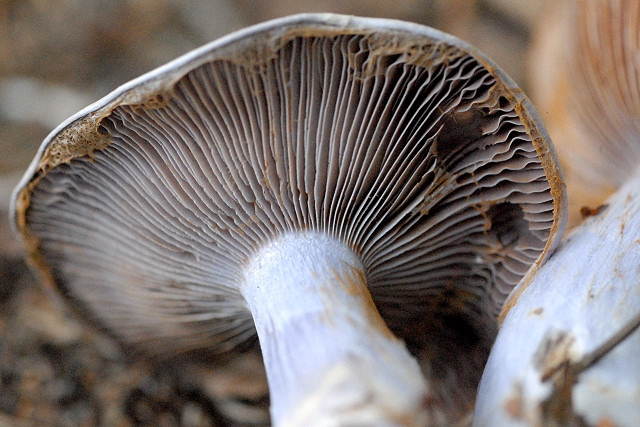
Паутинник голубеющий

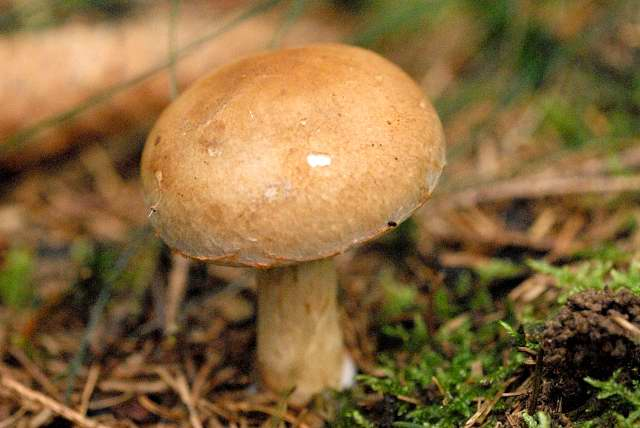
Паутинник толсто-мясистый

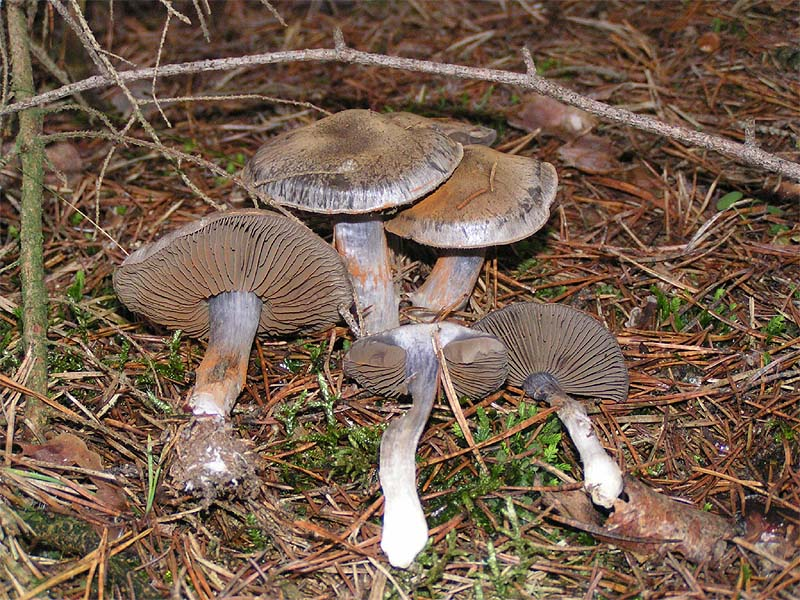
Паутинник надломленный

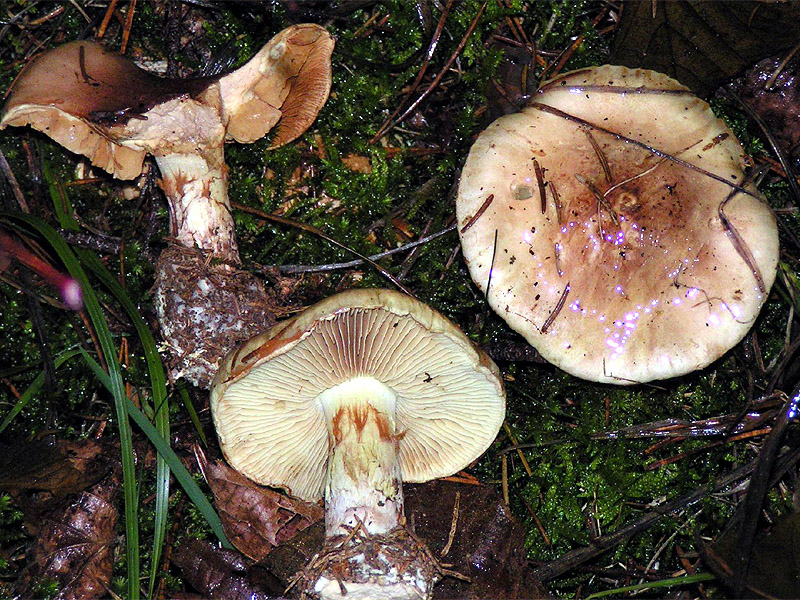
Паутинник пряный

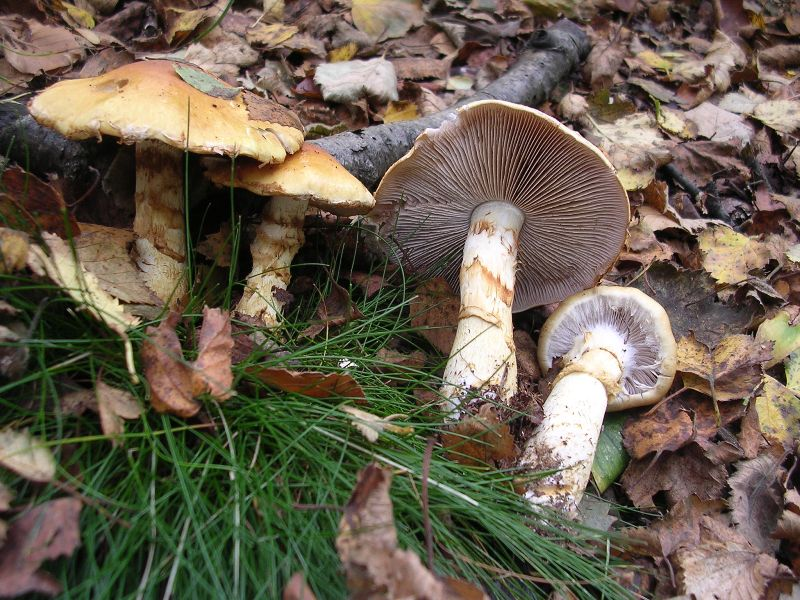
Паутинник триумфальный

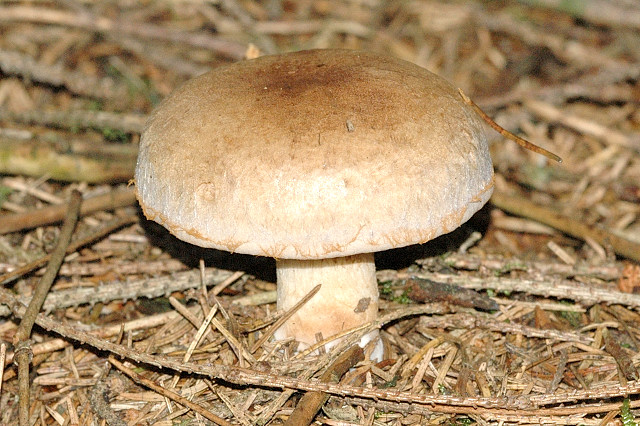
Паутинник разноцветный

Шляпка обычно негигрофанная, кожица слизистая или слегка клейкая, реже сухая, голая, шелковистая или бархатистая, окраска может быть разнообразной: беловатая, жёлтая, оливковая или фиолетовая. Гифы кожицы диаметром 2—8 (10) мкм.
Мякоть обычно мясистая, от щёлочи не изменяется или окрашивается в жёлтый, бурый, красный или зелёный цвет.
Пластинки вначале беловатые или окрашены в светлые жёлтые, голубые, фиолетовые, зелёные тона, с возрастом становятся бурыми.
Ножка цилиндрическая, у основания булавовидно- или клубневидно-утолщённая, сухая, шелковидно-волокнистая.
Общее покрывало быстро исчезает, иногда остаётся в виде волокон или чешуек на ножке.
Споры эллипсоидальные или миндалевидные, редко шаровидные или веретеновидные, шероховатые, грубобородавчатые.
- Cortinarius aggregatus Kauffman, 1918 — Паутинник скученный
- Cortinarius albertii Dima, Frøslev & T.S. Jeppesen, 2006
- Cortinarius albidus Peck, 1891 — Паутинник беловатый
- Cortinarius allutus Fr. 1838 — Паутинник гладкокожий
- Cortinarius amoenolens P.D.Orton, 1960 — Паутинник благовонный
- Cortinarius amurceus Fr., 1838 — Паутинник маслянистый
- Cortinarius aquilanus T.S. Jeppesen & Frøslev, 2009
- Cortinarius arcifolius Henry, 1936 — Паутинник изогнутопластинчатый
- Cortinarius arcuatorum Henry, 1939 — Паутинник дугообразный
- Cortinarius argenteolilacinus Mos., 1952 — Паутинник серебристо-лиловый
- [[ Melanoleuca arcuata = Cortinarius arcuatus]] Fr., 1883
- Cortinarius atrovirens Kalchbr., 1874 — Паутинник чёрно-зелёный
- Cortinarius aurantiacus Mos., 1952 — Паутинник оранжевый
- Cortinarius aureofulvus Mos., 1952 — Паутинник золотисто-рыжий
- Cortinarius aurilicis Chevassut & Trescol 1986
- [[Cortinarius elegantissimus = (Cortinarius aurantioturbinatus - устаревший синоним)]] (Secr.) J.Lange, 1935 — Паутинник элегантнейший
- Cortinarius balteatoalbus Rob. Henry 1958 Henry, 1985 — Паутинник белоопоясанный
- Cortinarius balteatoclaricolor J.Schaeff., 1947 — Паутинник опоясанно-светлоокрашенный
- [[Cortinarius durus P.D. Orton, (1960) = (Cortinarius balteatoclaricolor Jul. Schäff. 1947 - устаревший синоним)]] P.D.Orton, 1960 — Паутинник твёрдый
- Cortinarius balteatus (Fr.) Fr., 1838 — Паутинник опоясанный
- Cortinarius barbarorum Bidaud, Moënne-Locc. & Reumaux, 2001
- Cortinarius boudieri Rob. Henry 1936 Henry, 1951 — Паутинник Будье
- Cortinarius caesiocanescens Mos., 1952 — Паутинник серовато-голубовато-седеющий
- Cortinarius caesiocortinatus J.Scaeff. ex Mos., 1951 — Паутинник серовато-голубовато-бахромчатый
- Cortinarius caesiostramineus Henry, 1939 — Паутинник серовато-голубовато-жёлтый
- Cortinarius callochrous  (Pers.) Gray 1821 — Паутинник красивоокрашенный
- Cortinarius aleuriosmus = (Cortinarius caroviolaceus P.D. Orton - устаревший синоним) Maire 1910
- Cortinarius catharinae Cons., 1997
- Cortinarius cedretorum Maire, 1914 — Паутинник кедровниковый
- Cortinarius cephalixus (Secr.) Fr., 1838 — Паутинник клейкошляпковый
- Cortinarius cereifolius (Mos.) Mos., 1967 — Паутинник лимонно-желтопластинчатый
- Cortinarius chailluzii T.G. Frøslev & T.S. Jeppesen, 2006
- Cortinarius cisticola T.G. Frøslev & T.S. Jeppesen, 2006
- Cortinarius citrinolilacinus (Mos.) Mos., 1967 — Паутинник лимонно-жёлто-лиловатый
- Cortinarius citrinus P.D.Orton, 1960 — Паутинник лимонно-жёлтый
- Cortinarius claricolor Fr., 1838 — Паутинник светлоокрашенный, или светло-охристый
- Cortinarius claroflavus Henry, 1943 — Паутинник светло-жёлтый
- Cortinarius caerulescens (Schaeff.) Fr., 1838 — Паутинник голубеющий, или сизо-голубой [syn.  Cortinarius caesiocyaneus Britzelm. 1895]
- Cortinarius coerulescentium  Rob. Henry 1943 — Паутинник голубоватый
- Cortinarius camptoros Brandrud & Melot 1983
- Cortinarius comarostaphylidis  Ammirati, Halling & Garnica, 2007
- Cortinarius compar (Weinm.) Fr., 1838 — Паутинник обыкновенный
- Cortinarius comparoides Ammirati, Halling & Garnica, 2007
- Cortinarius corrosus Fr., 1838 — Паутинник обгрызенный
- Cortinarius crassus Fr., 1838 — Паутинник толсто-мясистый, или толстый
- Cortinarius cumatilis Fr., 1838 — Паутинник водянисто-голубой, или серо-голубой
- Cortinarius dionysae Henry, 1933 — Паутинник Диониса
- Cortinarius elegantior (Fr.) Fr., 1838 — Паутинник элегантный
- Cortinarius elegantulus (Mos.) Mos., 1967 — Паутинник изящный
- Cortinarius elotus Fr., 1838 — Паутинник вымытый
- Cortinarius esculentus Lebed., 1949 — Паутинник съедобный, или толстушка
- Cortinarius flavivelatum (Kytöv., Liimat. & Niskanen) Niskanen & Liimat., 2022
- Cortinarius flavovirens Henry, 1939 — Паутинник жёлто-зелёный
- [[Cortinarius argutus = (Cortinarius fraudulosus Britz., 1885 устаревший синоним)]] Fr. 1838
- Cortinarius fulmineus (Fr.) Fr., 1874 — Паутинник сверкающий
- Cortinarius fulminoides (Mos.) Bon, 1985 — Паутинник рыжеватый
- Cortinarius fulvocitrinus Brandrud, 1998
- Cortinarius fulvo-ochrascens  Rob. Henry 1943 — Паутинник буро-охристый, или рыжеющий
- Cortinarius glaucescens (J.Schaeff.) Mos., 1967 — Паутинник сизоватый
- Cortinarius glaucopus (Schaeff. : Fr.) Fr., 1838 — Паутинник сизоножковый, или сизоногий
- Cortinarius gracilior (Jul. Schäff. ex Mos.) Mos., 1967
- Cortinarius guttatus Henry, 1945 — Паутинник капельный
- Cortinarius callochrous  = (Cortinarius haasii (M.M. Moser) M.M. Moser 1967 - устаревший синоним) (Pers.) Gray 1821
- [[Cortinarius scaurus (Fr.) Fr. 1838 - принятое название = (Cortinarius herpeticus Fr. 1838 - устаревший синоним]] (Fr.) Fr. 1838 — Паутинник ползучий
- Cortinarius hysginus (Mos.) Mos., 1967 — Паутинник красно-бурый
- Cortinarius imperialis Bidaud, 1993
- Cortinarius inamoenus (Favre) Quadr., 1984 — Паутинник непривлекательный
- Cortinarius infractus (Pers. : Fr.) Fr., 1838 — Паутинник надломленный
- Cortinarius insignibulbus Bidaud & Moënne-Locc., 2001
- Cortinarius langeorum T.G. Frøslev & T.S. Jeppesen, 2006
- Cortinarius largus Fr., 1838 — Паутинник большой
- Cortinarius latobalteatus (Mos.) Mos., 1967 — Паутинник широкоопоясанный
- Cortinarius latus (Pers. : Fr.) Fr., 1838 — Паутинник широкий
- Cortinarius leochrous J.Schaeff., 1949 — Паутинник львино-жёлтый
- Cortinarius lepistoides T.S. Jeppesen & Frøslev, 2009
- Cortinarius leucophanes P.Karst., 1881 — Паутинник белоблестящий
- Cortinarius lilacinopes Britz., 1899 — Паутинник лиловоножковый
- Cortinarius lilacinovelatus Reumaux & Ramm, 2001
- Cortinarius lustratus Fr., 1838
- Cortinarius luteoimmarginatus Rob. Henry, 1939
- Cortinarius magicus Eichh. in Mos., 1967 — Паутинник волшебный
- Cortinarius magnivelatus Dearn. ex Fogel, 1995
- Cortinarius mahiquesii Vila, A. Ortega & Suárez-Santiago, 2008
- Cortinarius mairei (Mos.) Mos., 1967 — Паутинник Мэра
- Cortinarius majoranae Frøslev & T.S. Jeppesen, 2009
- Cortinarius microspermus J.Lange, 1935 — Паутинник мелкоспоровый
- Cortinarius multiformis Fr., 1838 — Паутинник многообразный
- Cortinarius multiformium Cons. & Moënne-Locc., 2004
- Cortinarius muricinus Fr., 1838 — Паутинник пурпурно-фиолетовый
- Cortinarius mussivus (Fr.) Melot, 1987
- Cortinarius nanceiensis Maire, 1911 — Паутинник нансийский
- Cortinarius napus Fr., 1838 — Паутинник-репа
- [[Cortinarius variicolor = (Cortinarius nemorensis  (Fr.) J.E. Lange 1940 - устаревший синоним)]] (Pers.) Fr. 1838 — Паутинник разноцветный
- Cortinarius occidentalis A.H.Smith — Паутинник западный
- Cortinarius ochraceopallescens Moënne-Locc. & Reumaux, 2001
- Cortinarius odorifer Britz., 1899 — Паутинник душистый
- Cortinarius odoratus (Mos.) Mos., 1967 — Паутинник пахнущий
- Cortinarius olympianus A.H.Smith, 1939
- Cortinarius orichalceus (Batsch) Fr., 1838 — Паутинник медно-красный
- Cortinarius osmophorus P.D. Orton, 1960
- Cortinarius ovreboi Ammirati, Halling & Garnica, 2007
- Cortinarius pansa (Fr.) Sacc. 1887 — Паутинник ширококлубневидный, или плоскостопый
- Cortinarius papulosus (Fr.) Ricken, 1915 — Паутинник пузырчатый
- Cortinarius parasuaveolens (Bon & Trescol) Bidaud, Moënne-Locc. & Reumaux, 2000
- [[Cortinarius callochrous = Cortinarius parvus Rob. Henry 1935 - устаревший синоним)]] (Pers.) Gray [as 'Cortinaria callochroa'], (1821) — Паутинник красивоокрашенный
- Cortinarius percomis Fr., 1838 — Паутинник пряный
- Cortinarius piceae Frøslev, T.S. Jeppesen & Brandrud, 2006
- Cortinarius platypus (Mos.) Mos., 1967 — Паутинник плоскоклубневидный
- Cortinarius polymorphus Rob. Henry, 1985
- Cortinarius porphyropus (Alb. et Schw.) Fr., 1838 — Паутинник порфироножковый, или лиловоногий
- Cortinarius praestans (Cord.) Gill., 1878 — Паутинник превосходный
- Cortinarius prasinus (Schaeff.) Fr., 1838 — Паутинник зелёный, или травяно-зелёный
- Cortinarius pseudoglaucopus (J.Schaeff. ex Mos.) Quadr., 1984 — Паутинник ложносизоножковый
- [[Cortinarius citrinus = (Cortinarius pseudosulphureus Rob. Henry ex P.D. Orton 1960 - устаревший синоним)]] J.E. Lange ex P.D. Orton,  (1960) — Паутинник цитриновый
- Cortinarius purpurascens Fr., 1838 — Паутинник багряный, или багрянистый
- Cortinarius rapaceus Fr., 1838 — Паутинник реповидный
- Cortinarius rickenianus Maire, 1937 — Паутинник Рикена
- [[Cortinarius vulpinus = Cortinarius rufoalbus Kühner 1955 - устаревший синоним)]] (Velen.) Rob. Henry, (1947)
- Cortinarius rufo-olivaceus (Pers. : Fr.) Fr., 1838 — Паутинник рыже-оливковый
- Cortinarius russeus Henry, 1985 — Паутинник русский
- Cortinarius saginus (Fr. : Fr.) Fr., 1838 typus — Паутинник массивный
- Cortinarius sancti-felicis T.G. Frøslev & T.S. Jeppesen, 2006
- Cortinarius saporatus Britzelm., 1897
- Cortinarius scaurus (Fr.) Fr., 1838 — Паутинник кривоногий
- [[Cortinarius olivaceofuscus = (Cortinarius schaefferanus M.M. Moser 1967 - устаревший синоним)]] Kühner, (1955) — Паутинник оливково-бурый
- Cortinarius selandicus T.G. Frøslev & T.S. Jeppesen, 2006
- Cortinarius sodagnitus Henry, 1935 — Паутинник узнаваемый
- Cortinarius spadiceus Fr., 1838 — Паутинник буро-красный
- Cortinarius sphaerospermus Kauffm., 1919 — Паутинник круглоспоровый
- Cortinarius sphagnophilus Peck, 1878 — Паутинник сфагнолюбивый
- Cortinarius splendens Henry, 1936 — Паутинник блестящий
- Cortinarius splendidior Bidaud, 2001
- Cortinarius subarquatus (Mos.) Mos., 1967 — Паутинник полуизогнутый
- Cortinarius subbalteatus Kuehn., 1950 — Паутинник опоясанный
- [[Cortinarius claricolor = (Cortinarius subclaricolor (M.M. Moser) P.D. Orton 1960 - устаревший синоним)]] (Fr.) Fr., (1838) — Паутинник светло-окрашенный
- [[Cortinarius olearioides = (Cortinarius subfulgens P.D. Orton 1960 - устаревший синоним)]] Rob. Henry, (1987)
- Cortinarius subgracilis Moënne-Locc., 2001
- Cortinarius subhygrophanus Bidaud, 1993
- Cortinarius sublilacinopes Bidaud, Moënne-Locc. & Reumaux, 2001
- [[Cortinarius purpurascens = (Cortinarius subpurpurascens (Batsch) J. Kickx f. 1867 - устаревший синоним)]] Fr., (1838) — Паутинник лиловеющий
- Cortinarius subscaurus (Mos.) Mos., 1967 — Паутинник косолапый
- Cortinarius subtortus (Pers. : Fr.) Fr., 1838 — Паутинник полускрученный
- Cortinarius sulphurinus Quel., 1833 — Паутинник серно-жёлтый
- Cortinarius talus Fr., 1838 — Паутинник пятко-видный
- Cortinarius terpsichores Melot, 1989 — Паутинник Терпсихоры
- Cortinarius triumphans Fr., 1838 — Паутинник триумфальный
- Cortinarius variicolor (Pers. : Fr.) Fr., 1838 — Паутинник разноцветный
- Cortinarius variegatus Bres., 1881 — Паутинник пёстрый
- Cortinarius variosimilis Mos. & Ammirati, 1999
- Cortinarius varius (Schaeff. : Fr.) Fr., 1838 — Паутинник изменчивый
- Cortinarius verrucisporus Thiers & A.H.Smith, 1969
- Cortinarius vespertinus (Fr.) Fr., 1838 — Паутинник вечерний
- Cortinarius vesterholtii T.G. Frøslev & T.S. Jeppesen, 2006
- Cortinarius viridocoeruleus Chevassut & Rob. Henry, 1975
- Cortinarius vitellinopes (Secr.) Schroet., 1899 — Паутинник желточноножковый
- [[Cortinarius meinhardii = (Cortinarius vitellinus M.M. Moser 1952 - устаревший синоним)]] Bon, (1986) — Паутинник Майнхарда
- Cortinarius xanthocephalus P.D.Orton, 1960 — Паутинник желтошляпковый
- Cortinarius xanthosuavis Bon & Trescol, 1988

## SericeocybeP.D.Orton—Серицеоцибе

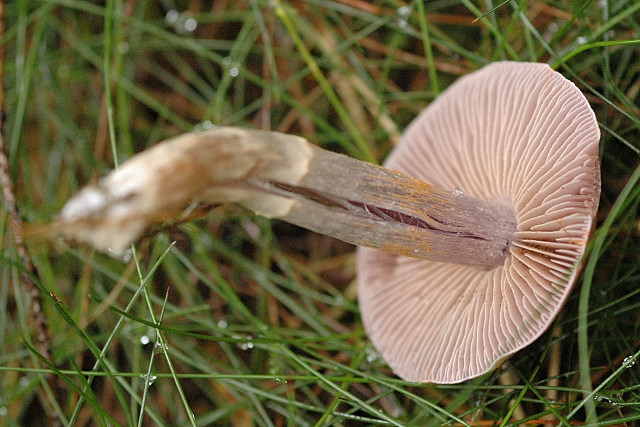
Паутинник бело-фиолетовый

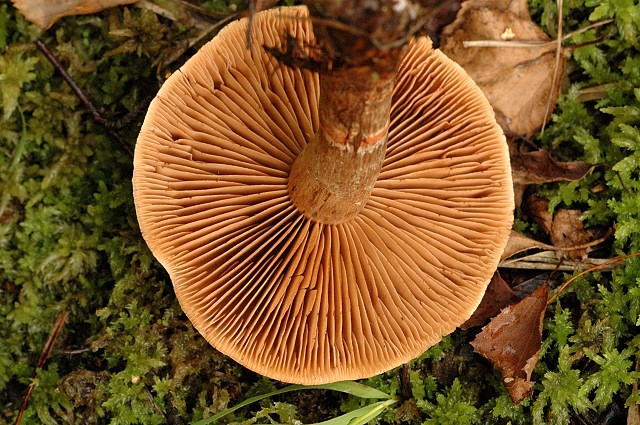
Паутинник собачий

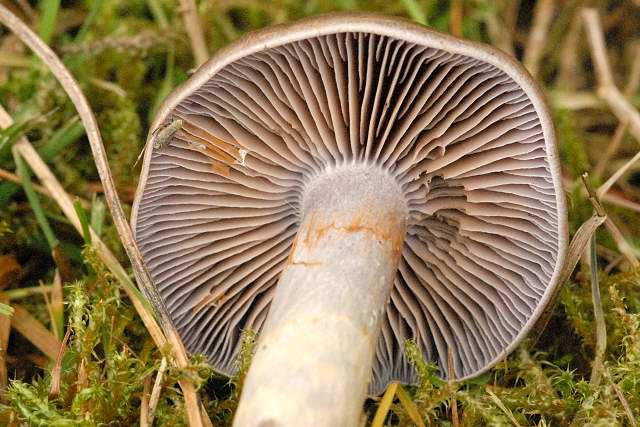
Паутинник мальвово-красный

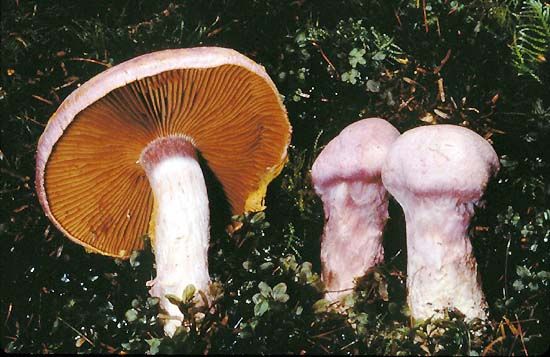
Паутинник козлиный

Плодовые тела голубовато-фиолетовые или жёлтые, от глинистых до бурых оттенков.
Шляпка негигрофанная, сухая, после дождя слегка клейкая. Гифы кожицы диаметром 4—7 мкм.
Мякоть беловатая или голубовато-фиолетовая, окрашивается щёлочью в бурый или серо-бурый цвет.
Споры миндалевидные или широкоовальные, до почти шаровидных.
- Cortinarius alboviolaceus (Pers. : Fr.) Fr., 1838 typus — Паутинник бело-фиолетовый
- Cortinarius argentatus (Pers. : Fr.) Fr., 1838 — Паутинник серебристый
- Cortinarius argenteopileatus Nezd., 1983 — Паутинник серебристошляпковый
- Cortinarius argutus Fr., 1838 — Паутинник прелестный
- [[Cortinarius anomalus = (Cortinarius azureus Fr. 1838 - устаревший синоним)]] (Fr.) Fr., (1838) — Паутинник аномальный
- Cortinarius camphoratus (Fr.) Fr., 1838 — Паутинник камфорный, или пахучий
- Cortinarius caninus (Fr.) Fr., 1838 — Паутинник собачий
- Cortinarius cyanites Fr., 1838 — Паутинник тёмно-синий, или синий
- Cortinarius decoloratus (Fr.) Fr., 1838 — Паутинник обесцвеченный
- Cortinarius diosmus Kühner, 1955
- Cortinarius epsomiensis P.D.Orton, 1958 — Паутинник эпсомийский
- Cortinarius malachioides P.D.Orton, 1958 — Паутинник мальвово-красноватенький
- Cortinarius malachius (Fr. : Fr.) Fr., 1838 — Паутинник мальвово-красный, или малахитовый
- Cortinarius opimus Fr., 1838 — Паутинник тучный, или Паутинник толстый
- Cortinarius pearsonii P.D.Orton, 1958 — Паутинник Пирсона
- Cortinarius pholideus (Fr. : Fr.) Fr., 1838 — Паутинник чешуйчатый
- Cortinarius simulatus P.D.Orton, 1958 — Паутинник схожий
- Cortinarius spilomeus (Fr. : Fr.) Fr., 1838 — Паутинник крапчатый, или пятнистый
- Cortinarius suberi Soop, 1990
- Cortinarius subfoetidus A.H. Sm. 1944
- Cortinarius suillus Fr., 1838 — Паутинник свиной
- Cortinarius traganus (Fr. : Fr.) Fr., 1838 — Паутинник козлиный
- Cortinarius turgidus Fr., 1838 — Паутинник вздутый
- Cortinarius urbicus (Fr.) Fr., 1838 — Паутинник городской
- Cortinarius violaceo-cinereus (Pers. : Fr.) Fr., 1838 — Паутинник фиолетово-серый

## Myxacium(Fr.)Loud.—Миксациум
Плодовые тела среднемясистые.

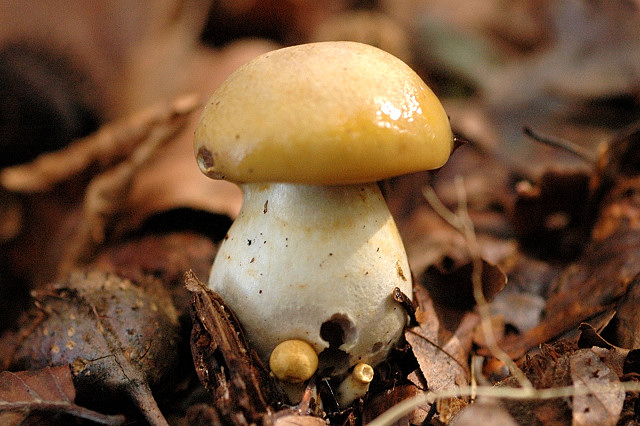
Паутинник смазанный

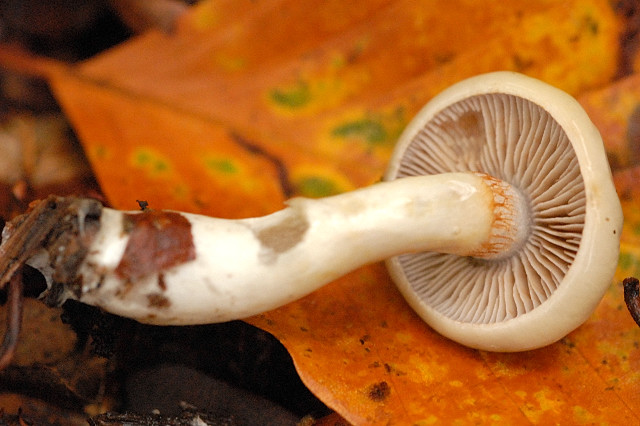
Паутинник желтовато-белый

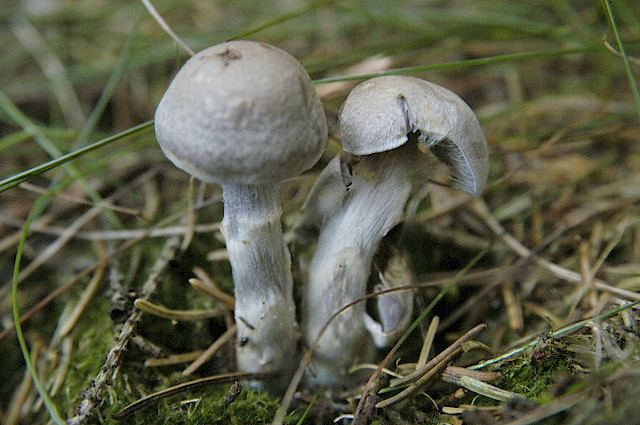
Паутинник голубой

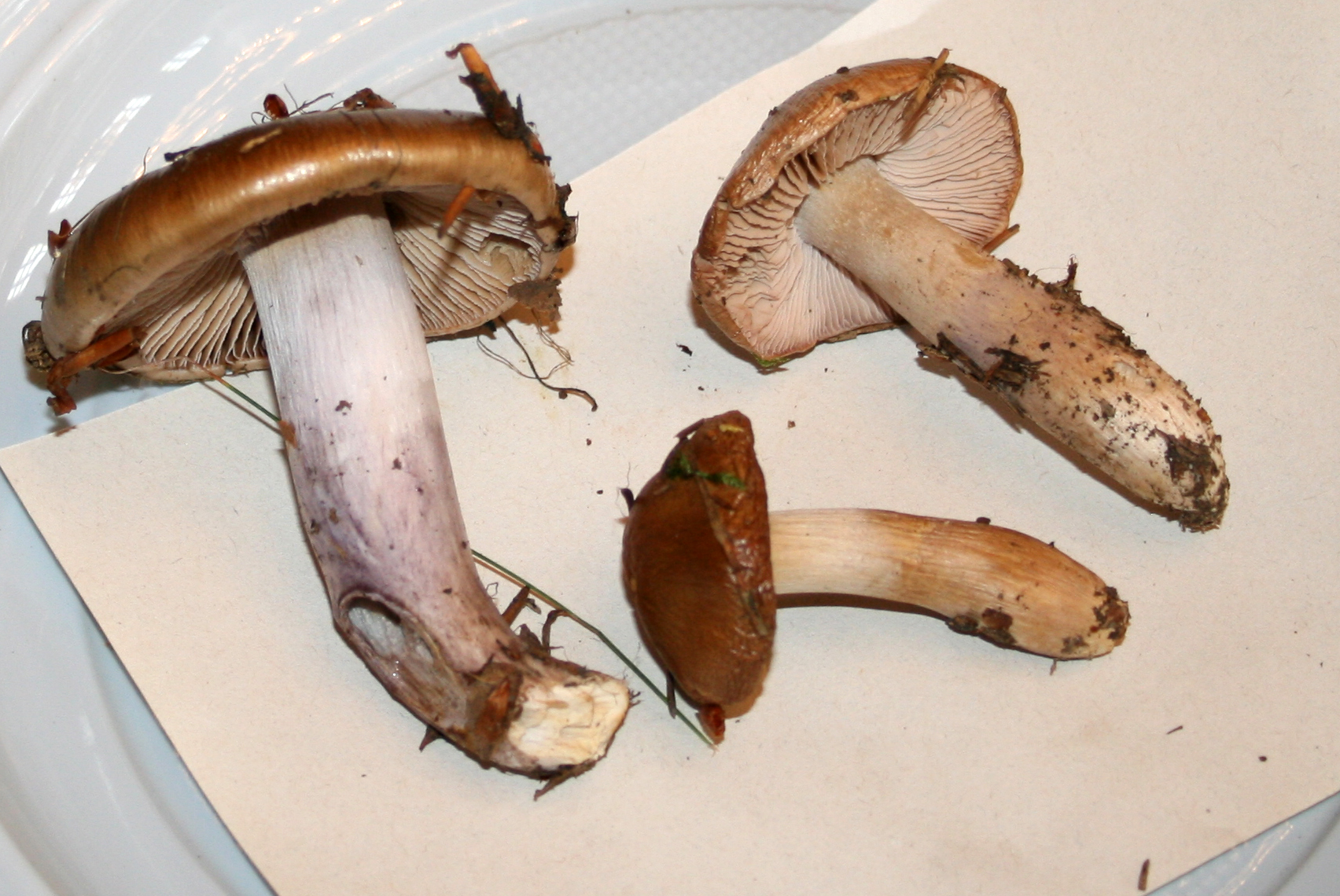
Паутинник капающий

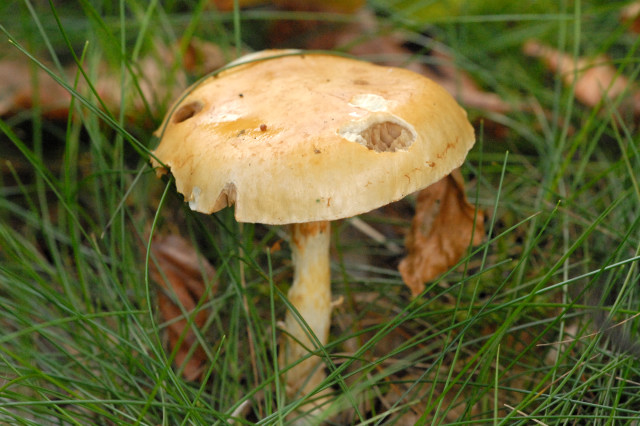
Паутинник дрожащий

Шляпка гигрофанная или негигрофанная, слизистая, иногда клейкая. Гифы кожицы диаметром 7—20 мкм.
Ножка слизистая, клейкая.
Покрывала слизистые.
Споры эллипсоидальные, почти шаровидные, миндалевидные или лимоновидные, шероховатые или грубобородавчатые.
- Cortinarius aerugineoconicus E. Horak, 1990[1]
- Cortinarius archeri Berk., 1860[2]
- Cortinarius arvinaceus Fr., 1838 — Паутинник жирный
- Cortinarius austroalbidus Cleland & J.R.Harris, 1948[2]
- Cortinarius basipurpureus (Bougher) Peintner & Mos., 2002
- Cortinarius bellus E. Horak, 1990[1]
- Cortinarius betulinus Favre, 1948 — Паутинник берёзовый
- Cortinarius bundarus Grgur., 1989[2]
- Cortinarius causticus Fr., 1838 — Паутинник едкий, или едкокожий
- Cortinarius collinitus (Sow. : Fr.) Fr., 1838 typus — Паутинник пачкающий
- Cortinarius costaricensis Ammirati, Halling & Garnica, 2007
- Cortinarius croceo-coeruleus (Pers. : Fr.) Fr., 1851 — Паутинник шафранно-голубой
- Cortinarius crystallinus Fr., 1838 — Паутинник хрустальный, или кристально-чистый
- Cortinarius cucumeris E. Horak, 1990[1]
- Cortinarius cycneus E. Horak, 1990[1]
- Cortinarius delibutus Fr., 1838 — Паутинник намазанный, или смазанный
- Cortinarius eburneus (Velen.) Henry ex Bon, 1985 — Паутинник желтовато-белый
- Cortinarius emollitus Fr., 1838 — Паутинник мягкий, или размягчённый
- Cortinarius emunctus Fr., 1838 — Паутинник голубовато-стальной
- Cortinarius epipoleus Fr., 1838 — Паутинник эпиполейский
- Cortinarius erythraeus Berk., 1845[2]
- Cortinarius favrei Mos. ex Henderson, 1958 — Паутинник Фавра
- Cortinarius ignotus E. Horak 1990[1]
- Cortinarius illibatus Fr., 1838 — Паутинник цельный
- Cortinarius indolicus E. Horak, 1990[1]
- Cortinarius iodes Berk. & M.A. Curtis 1853[3]
- Cortinarius lividoochraceus (Berk.) Berk., 1836 — Паутинник свинцово-охристый, или высокий [syn.  Cortinarius elatior Fr., 1838]
- Cortinarius magellanicus Speg., 1887[1]
- Cortinarius marmoratus E. Horak, 1990[1]
- Cortinarius metrodii Henry, 1985 — Паутинник Метрода
- Cortinarius microarcheri Cleland, 1933[2]
- Cortinarius mucifluus Fr., 1838 — Паутинник слизистый
- Cortinarius mucosus (Bull. : Fr.) J.Kickx f., 1867 — Паутинник слизистый
- Cortinarius ochroleucus (Schaeff. : Fr.) Fr., 1838 — Паутинник охряно-белый, или рыжевато-белёсый
- Cortinarius olorinatus E. Horak, 1990[1]
- Cortinarius pluviorus (J.Schaeff. : Mos.) Mos., 1967 — Паутинник дождевой
- Cortinarius pluvius (Fr.) Fr., 1838 — Паутинник дождливый
- Cortinarius porphyrophaeus E. Horak, 1990[1]
- Cortinarius pumilus (Fr.) J.Lange 1940 — Паутинник карликовый
- Cortinarius salor Fr., 1838 — Паутинник голубой, или сиреневатый
- Cortinarius sinapicolor Cleland, 1933[2]
- Cortinarius stillatitius Fr., 1838 — Паутинник капающий, или голубоногий [syn.  Cortinarius pseudosalor J.Lange, 1940]
- Cortinarius subarcheri Cleland, 1928[2]
- Cortinarius subarvinaceus Cleland, 1927[2]
- Cortinarius taylorianus E. Horak, 1990[1]
- Cortinarius trivialis J.Lange, 1935 — Паутинник обычный
- Cortinarius vanduzerensis A.H. Sm. & Trappe, 1972[4]
- Cortinarius vibratilis (Fr.) Fr., 1838 — Паутинник дрожащий, или горький, или переливчатый
- Cortinarius viscoviridis E. Horak, 1990[1]

## Telamonia(Fr.)Loud.—Теламония

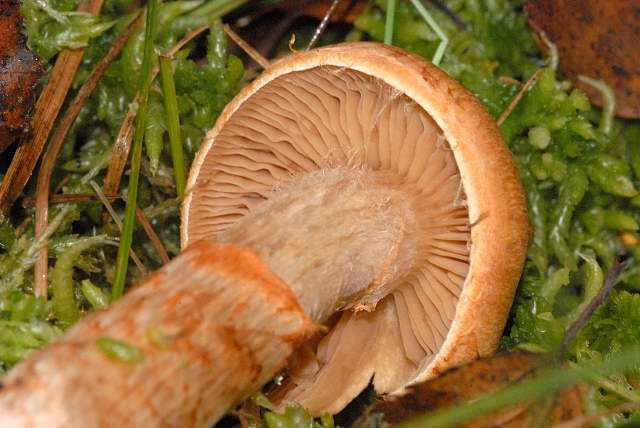
Паутинник браслетчатый

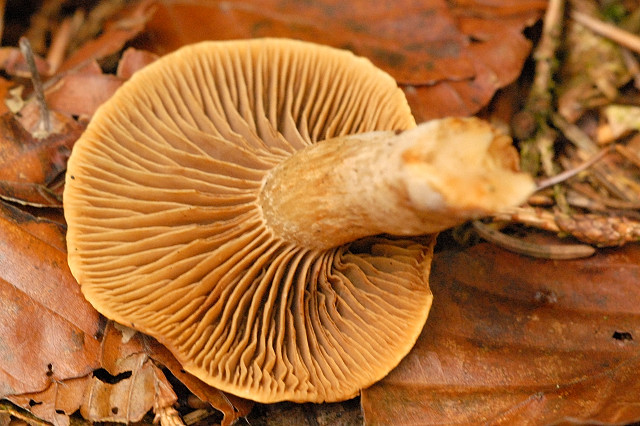
Паутинник гранатово-красный

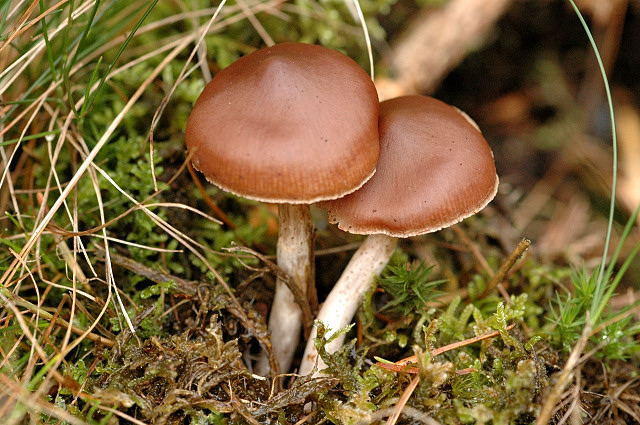
Паутинник тёмно-бурый

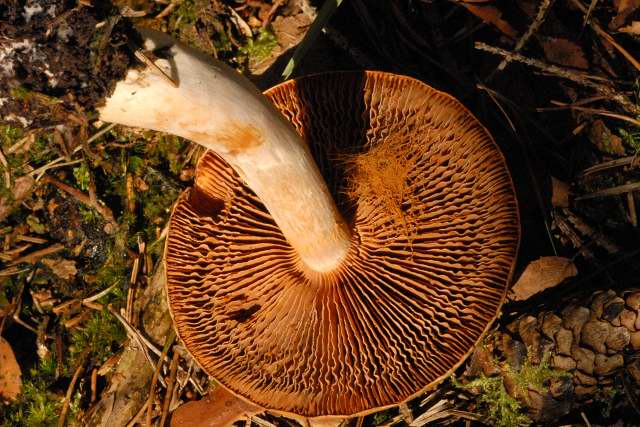
Паутинник луковицеобразный

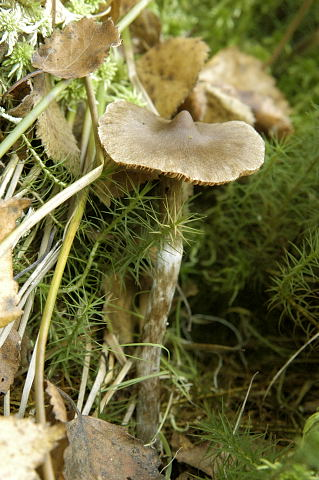
Паутинник обманчивый

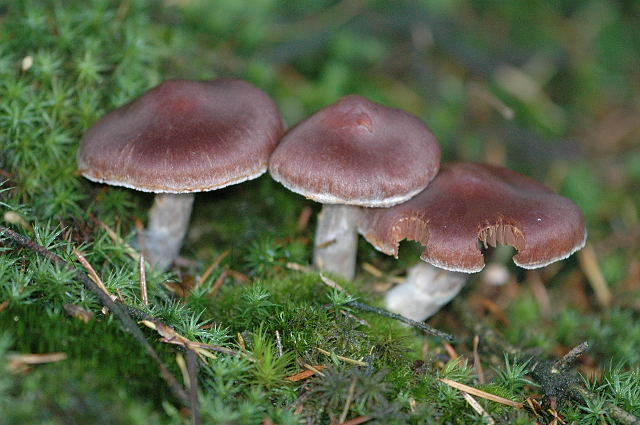
Паутинник блистательный

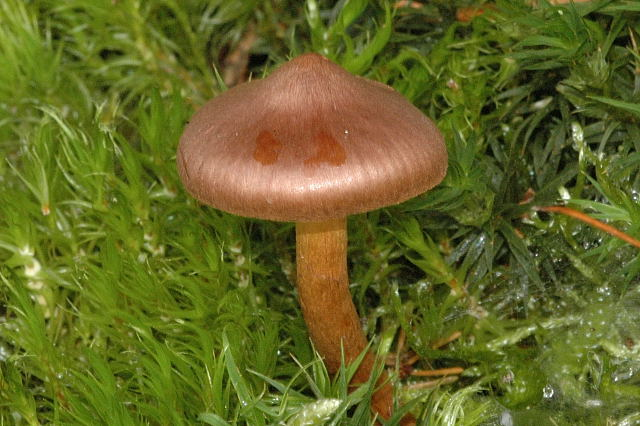
Паутинник полосатый

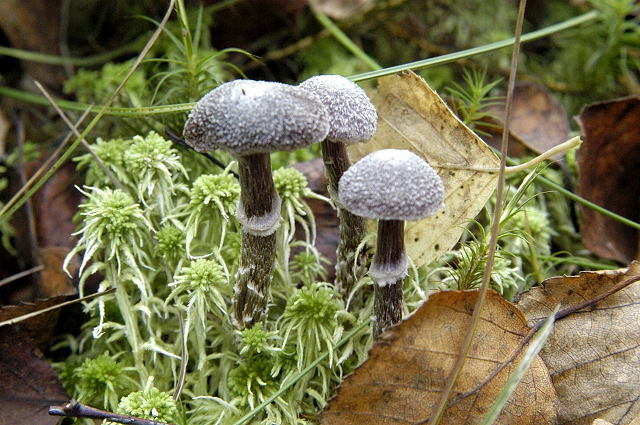
Паутинник полуопушённый

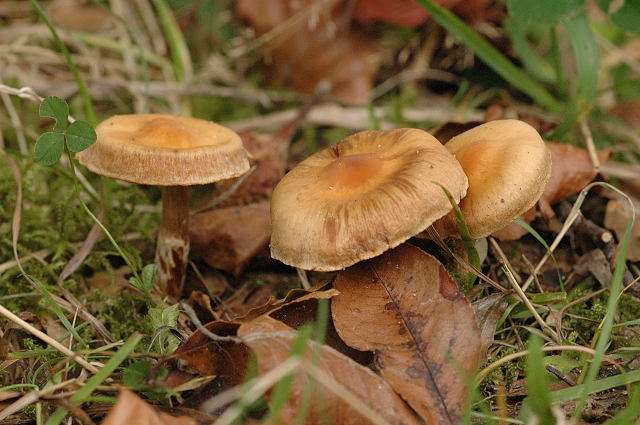
Паутинник рыже-бурый

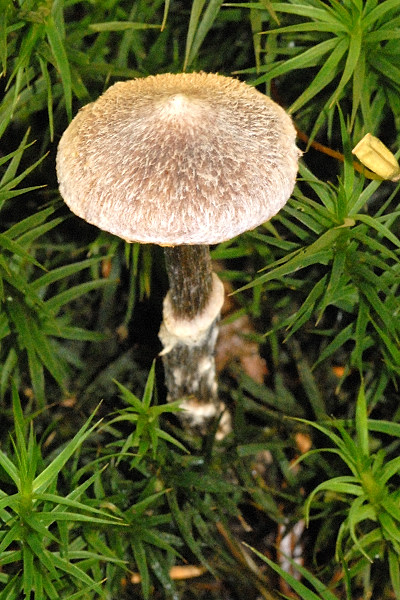
Паутинник плёнчатый

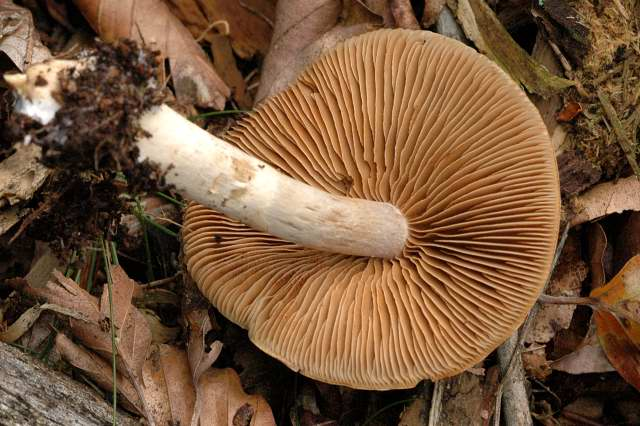
Паутинник жестковатый

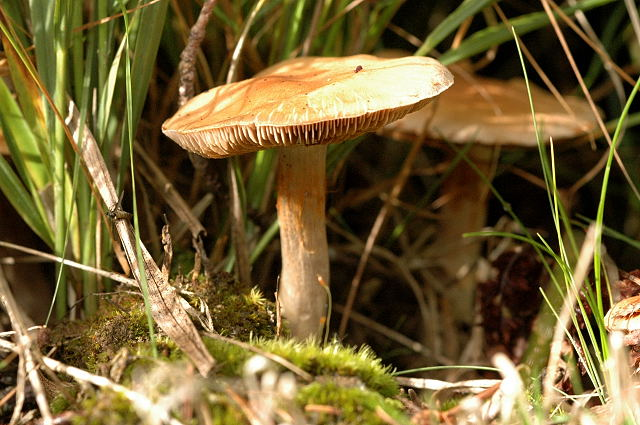
Паутинник гранатово-красноватый

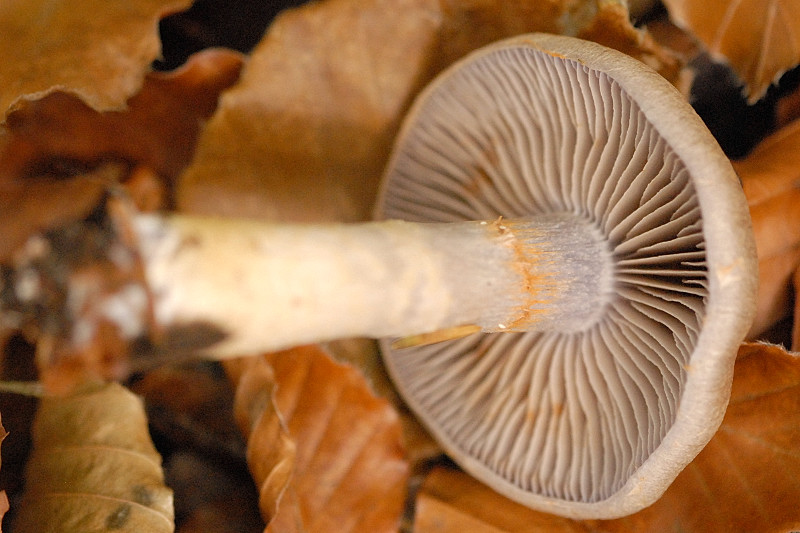
Паутинник мрачный

Шляпка гигрофанная, от тонкой со штриховатым краем до плотномясистой, неслизистая, гладкая, реже чешуйчатая. Окраска от охристого до коричнево-бурого цвета. Гифы кожицы диаметром 4—20 мкм.
Мякоть окрашивается щёлочью в бурый или чёрный цвет.
Ножка тонкая или плотная и толстая, волокнистая.
Покрывала остаются в виде поясков, отдельных волокон или паутинистого чехла на ножке.
Споры эллипсоидальные или миндалевидные, реже шаровидные, от гладких до бородавчатых.
- Cortinarius acutus (Pers. : Fr.) Fr., 1838 — Паутинник острый, или заострённый
- Cortinarius agathosmus Brandrud, H. Lindstr. & Melot, 1989
- Cortinarius albogaudis Kytöv., Niskanen & Liimatainen, 2009
- Cortinarius albovariegatus (Velen.) Melot, 1979 — Паутинник бело-пёстрый
- Cortinarius alnetorum (Velen.) Mos., 1967 — Паутинник ольхи
- Cortinarius alneus (Mos.) Mos., 1967 — Паутинник ольховый
- Cortinarius anisatus H. Lindstr., Kytöv. & Niskanen, 2005
- Cortinarius armeniacus (Schaeff. : Fr.) Fr., 1838 — Паутинник абрикосово-жёлтый, или абрикосово-оранжевый
- Cortinarius armillatus (Fr. : Fr.) Fr., 1838 — Паутинник браслетчатый
- Cortinarius atropusillus Favre, 1960 — Паутинник тёмно-маленький
- Cortinarius badiovestitus Mos., 1967 — Паутинник тёмно-каштановоодетый
- Cortinarius balaustinus Fr., 1838 — Паутинник гранатово-красный
- Cortinarius belleri Mos., 1983
- Cortinarius bibulus Quel., 1880 — Паутинник впитывающий
- Cortinarius bicolor Cke., 1883 — Паутинник двухцветный
- Cortinarius biformis Fr., 1838 — Паутинник двуликий, или двуобразный
- Cortinarius bivelus (Fr. : Fr.) Fr., 1838 — Паутинник двукольцовый
- Cortinarius bovinus Fr., 1838 — Паутинник бычий
- Cortinarius brunneifolius Kytöv., Niskanen & Liimatainen 2008
- Cortinarius brunneofulvus Fr., 1838 — Паутинник коричнево-рыжий
- Cortinarius brunneus (Pers. : Fr.) Fr., 1838 — Паутинник тёмно-бурый, или коричневый
- Cortinarius bulbosus (Sow. : Fr.) Fr., 1838 — Паутинник луковицеобразный
- Cortinarius bulliardii (Pers. : Fr.) Fr., 1838 — Паутинник Бюйара
- Cortinarius caesiobrunneus Kytöv., Niskanen & Liimatainen, 2009
- Cortinarius calopus P.Karst., 1881 — Паутинник красивоножковый
- Cortinarius camurus Fr., 1838 — Паутинник загнутый
- Cortinarius canabarba Mos., 1966 — Паутинник бородатый
- Cortinarius candelaris Fr., 1838 — Паутинник свечковидный, или восковой
- Cortinarius carabus Kytöv., Niskanen & Liimatainen, 2008
- Cortinarius carneinatus Soop, 2002
- Cortinarius carranzae Ammirati, Halling & Garnica, 2007
- Cortinarius castaneus (Bull. : Fr.) Fr., 1838 — Паутинник каштановый
- Cortinarius cicindela Kytöv., Niskanen & Liimatainen, 2008
- Cortinarius cistohelvelloides Bon, 1992
- Cortinarius clarobrunneus (H. Lindstr. & Melot) Niskanen, Kytöv. & Liimatainen, 2009
- Cortinarius coleoptera H. Lindstr. & Soop, 1999
- Cortinarius colus Fr., 1838 — Паутинник румяный
- Cortinarius comatus Favre, 1955 — Паутинник хохлатый
- Cortinarius comptulus Mos., 1967 — Паутинник щеголеватый, или изящный
- Cortinarius crassifolius (Velen.) Kuehner et Romagn. ex Bon, 1986 — Паутинник толстопластинчатый
- Cortinarius cypriacus Fr., 1838 — Паутинник кипрский
- Cortinarius damascenus Fr., 1838 — Паутинник дамасский
- Cortinarius deceptivus Kauffm., 1905 — Паутинник обманный
- Cortinarius decipiens (Pers. : Fr.) Fr., 1838 — Паутинник обманчивый, или пленительный
- Cortinarius decumbens (Pers.) Fr., 1838 — Паутинник стелющийся
- Cortinarius depressus (Weinm.) Fr., 1838 — Паутинник придавленный
- Cortinarius dilutus (Pers. : Fr.) Fr., 1838 — Паутинник бледный, или блёклый
- Cortinarius distans Peck, 1872
- Cortinarius duracinus Fr., 1838 — Паутинник жесткокожий
- Cortinarius ectypus J. Favre 1960
- Cortinarius erythrinus (Fr.) Fr., 1838 — Паутинник ярко-красный
- Cortinarius evernius (Fr. : Fr.) Fr., 1838 — Паутинник блистательный
- Cortinarius fasciatus (Scop.) Fr., 1838 — Паутинник полосатый, или пучковый
- Cortinarius firmus — Паутинник твёрдый
- Cortinarius flexipes (Pers. : Fr.) Fr., 1838 — Паутинник согнутоножковый, или кривоногий
- Cortinarius fulvescens Fr., 1838 — Паутинник буро-желтоватый
- Cortinarius fuscoperonatus Kuehner, 1955 — Паутинник бурообутый
- Cortinarius glandicolor (Fr.) Fr., 1838 — Паутинник желудёвый, или жёлудецветный
- Cortinarius haematohelis Fr., 1838 — Паутинник кроваво-красноволокнистый
- Cortinarius helvelloides (Fr.) Fr., 1838 — Паутинник лопастниковидный
- Cortinarius helvolus (Bull.) Fr., 1838 — Паутинник палевый
- Cortinarius hemitrichus (Pers. : Fr.) Fr., 1838 — Паутинник полуволосистый, или полуопушённый
- Cortinarius heterosporus Bres. in Henn., 1889 — Паутинник разноспоровый
- Cortinarius hinnuleus (Sow.) Fr., 1838 — Паутинник олений, или рыже-бурый
- Cortinarius hoeftii (Weinm.) Fr., 1838 — Паутинник Хёфта
- Cortinarius holophaeus J.Lange, 1935 — Паутинник тёмный, или темноцветный
- Cortinarius incisus (Pers. : Fr.) Fr., 1838 — Паутинник надрезанный
- Cortinarius ionophyllus Mos., 1968
- Cortinarius ionosmus Mos., Nespiak & Schwöbel, 1969
- Cortinarius jubarinus Fr., 1838 — Паутинник сияющий, или бурошелковистый
- Cortinarius junghunii Fr., 1838 — Паутинник Юнгхуна
- Cortinarius laetus Mos., 1968 — Паутинник яркий
- Cortinarius lanatus (Mos.) Mos., 1967 — Паутинник шерстистый
- Cortinarius laniger Fr., 1838 — Паутинник шерстеносный, или шерстистый
- Cortinarius leiocastaneus Niskanen, Liimatainen & Soop, 2008
- Cortinarius leucopus (Bull. : Fr.) Fr., 1838 — Паутинник белоногий, или белоножковый
- Cortinarius licinipes Fr., 1838 — Паутинник пушистоножковый
- Cortinarius lucorum (Fr.) J.Lange, 1938 — Паутинник лесной
- Cortinarius luteo-ornatus (Mos.) Bidaud, Moënne-Locc. & Reumaux, 1995
- Cortinarius megasporus Sing., 1949 — Паутинник крупноспоровый
- Cortinarius melitosarx Soop, 1999
- Cortinarius melleo-pallens (Fr.) J.Lange, 1938 — Паутинник бледно-медово-жёлтый
- Cortinarius multivagus Britz., 1899 — Паутинник разнообразный
- Cortinarius neofurvolaesus Kytöv., Niskanen, Liimatainen & H. Lindstr., 2005
- Cortinarius obtusus (Fr.) Fr., 1838 — Паутинник тупой, или притуплённый
- Cortinarius paleaceus Fr., 1838 — Паутинник плёнчатый, или плёнчато-волосистый
- Cortinarius paleiferus Svrcek, 1968 — Паутинник плёнчато-дикорастущий
- Cortinarius paragaudis Fr., 1838 — Паутинник окаймлённый
- Cortinarius parevernius Henry in Kuehner et Romagn., 1953 — Паутинник блистающий
- Cortinarius parvannulatus Kuehner, 1955 — Паутинник мелкокольчатый
- Cortinarius phaeosmus Rob. Henry, 1981
- Cortinarius praestigiosus (Fr.) Mos., 1965 — Паутинник обольстительный
- Cortinarius privignoides Henry, 1985 — Паутинник пасынковидный, или клубненогий
- Cortinarius privignorum Henry, 1985 — Паутинник пасынковый
- Cortinarius privignus (Weinm.) Fr., 1838 — Паутинник-пасынок, или Паутинник неродственный
- Cortinarius psammocephalus (Bull.) Fr., 1838 — Паутинник песчаноголовый
- Cortinarius pseudocandelaris (Mos.) Mos., 1967 — Паутинник ложносвечковидный, или ложновосковой
- Cortinarius pseudocolus Mos., 1965 — Паутинник ложнорумяный
- Cortinarius pseudoprivignus Henry, 1985 — Паутинник ложнопасынковый
- Cortinarius pseudorubricosus Reumaux, 1990
- Cortinarius pulchripes Favre, 1948 — Паутинник красивоножковый
- Cortinarius purpureoluteus Lam., 1977 — Паутинник пурпурно-жёлтый
- Cortinarius quarciticus H. Lindstr., 1994
- Cortinarius quercoarmillatus Ammirati, Halling & Garnica, 2007
- Cortinarius renidens Fr., 1838 — Паутинник отражающий
- Cortinarius rigidus (Scop.) Fr., 1838 — Паутинник жёсткий, или умбровый [syn.  Cortinarius umbrinolens P.D.Orton, 1980]
- Cortinarius rigens (Pers.) Fr., 1838 — Паутинник жестковатый
- Cortinarius rubricosus (Fr.) Fr., 1838 — Паутинник красноглинистый, или чернеющий
- Cortinarius saturatus Lange, 1898 — Паутинник насыщенный
- Cortinarius saturninus (Fr.) Fr., 1838 — Паутинник тусклый, или сатурновый, или свинцово-серый
- Cortinarius savegrensis Ammirati, Halling & Garnica, 2007
- Cortinarius scandens Fr., 1838 — Паутинник цепляющийся
- Cortinarius scobinaceus Malençon & Bertault, 1970
- Cortinarius scutulatus (Fr.) Fr., 1838 — Паутинник плошковидный, или щитковидный
- Cortinarius semivestitus Mos., 1967 — Паутинник полуодетый
- Cortinarius sertipes Kuehner, 1965 — Паутинник шелковистоножковый
- Cortinarius sordidemaculatus Rob. Henry, 1981
- Cortinarius sphagneti Sing., 1949 — Паутинник сфагновый
- Cortinarius stemmatus Fr., 1838 — Паутинник увенчанный
- Cortinarius strobilaceus Mos., 1967 — Паутинник шишковидный
- Cortinarius subbalaustinus Henry, 1991 — Паутинник гранатово-красноватый
- Cortinarius subferrugineus (Batsch : Fr.) Fr., 1838 — Паутинник ржаво-бурый
- Cortinarius sublatisporus Svrcek, 1968 — Паутинник широкоспоровый
- Cortinarius subtorvus Lamoure, 1969
- Cortinarius subviolascens Henry ex Nezd., 1983 — Паутинник бледно-фиолетовый
- Cortinarius testaceofolius H. Lindstr. & Soop, 1995
- Cortinarius tortuosus (Fr.) Fr., 1838 — Паутинник извилистый, или витоногий
- Cortinarius torvus (Fr. : Fr.) Fr., 1838 typus — Паутинник мрачный, или пахучий
- Cortinarius triformis Fr., 1838 — Паутинник трёхформовый, или трёхликий
- Cortinarius tubulipes Favre, 1960 — Паутинник полоножковый
- Cortinarius uraceus Fr., 1838 — Паутинник обожжённый, или оливково-бурый, или тёмный
- Cortinarius velenovskyi Henry, 1940 — Паутинник Веленовского
- Cortinarius venustus P.Karst. 1881

## LeprocybeMos.—Лепроцибе

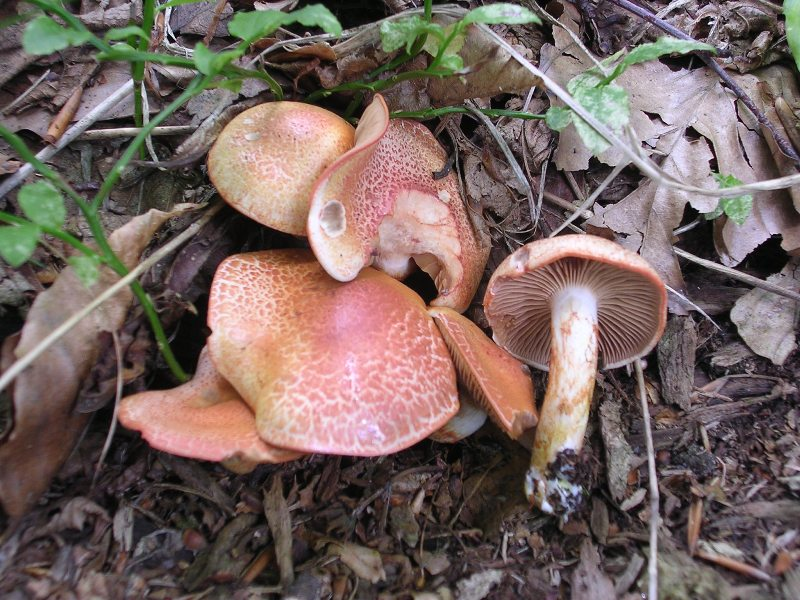
Паутинник ленивый

Плодовые тела окрашены в оливковые, желтоватые, оранжево- или красно-бурые тона.
Шляпка гигрофанная или негигрофанная, поверхность сухая, войлочная, чешуйчатая или волокнистая, редко шелковистая. Окраска от охристого до коричнево-бурого цвета. Гифы кожицы диаметром 6—9 мкм, рыхлые, часто с инкрустацией.
Споры широкоэллипсоидальные или миндалевидные.
Многие виды ядовиты, содержат нефротоксические полипептиды из группы дипиридина.
- Cortinarius aureopigmentatus Ammirati, Halling & Garnica, 2007
- Cortinarius aurantiobrunneus Ammirati, Halling & Garnica, 2007
- Cortinarius bolaris (Pers. : Fr.) Fr., 1838 — Паутинник ленивый, или увалень, или красночешуйчатый
- Cortinarius callisteus (Fr. : Fr.) Fr., 1838 — Паутинник красивый, или придорожный
- Cortinarius caput-medusae H. Lindstr., 1998
- Cortinarius cotoneus Fr., 1838 typus — Паутинник оливковый, или ватный
- Cortinarius craticius Fr., 1838
- Cortinarius fillionii Bidaud, Moënne-Locc. & Reumaux, 1995
- Cortinarius gentilis — Паутинник благородный, или родственный
- Cortinarius heterocyclus Soop, 1990
- Cortinarius humicolus (Quel.) Maire, 1911 — Паутинник гумусовый
- Cortinarius lewisii O.K. Mill., 1993[5]
- Cortinarius limonius (Fr. : Fr.) Fr., 1838 — Паутинник лимонно-жёлтый
- Cortinarius melanotus Kalchbr., 1875 — Паутинник чернопоясковый
- Cortinarius mellinus Britz., 1899 — Паутинник медово-жёлтый
- Cortinarius phrygianus Fr., 1838 — Паутинник вышитый
- Cortinarius psittacinus Mos., 1969 — Паутинник чешуйчатый
- Cortinarius raphanoides (Pers. : Fr.) Fr., 1838 — Паутинник редечный
- Cortinarius rubicundulus (Rea) Pearson, 1947 — Паутинник румяно-красный
- Cortinarius saniosus (Fr.) Fr., 1838 — Паутинник сукровичный, или оранжево-жёлтый
- Cortinarius subannulatus J.Schaeff. et Mos., 1957 — Паутинник неяснокольчатый
- Cortinarius tofaceus Fr., 1838 — Паутинник туфовый
- Cortinarius valgus Fr., 1838 — Паутинник скошенный
- Cortinarius venetus (Fr.) Fr., 1838 — Паутинник лазоревый, или зеленоватый
- Cortinarius zinziberatus (Scop. : Fr.) Fr., 1838 — Паутинник красно-коричневый

## Cortinarius—Кортинариус
Плодовые тела тёмно-фиолетовые.

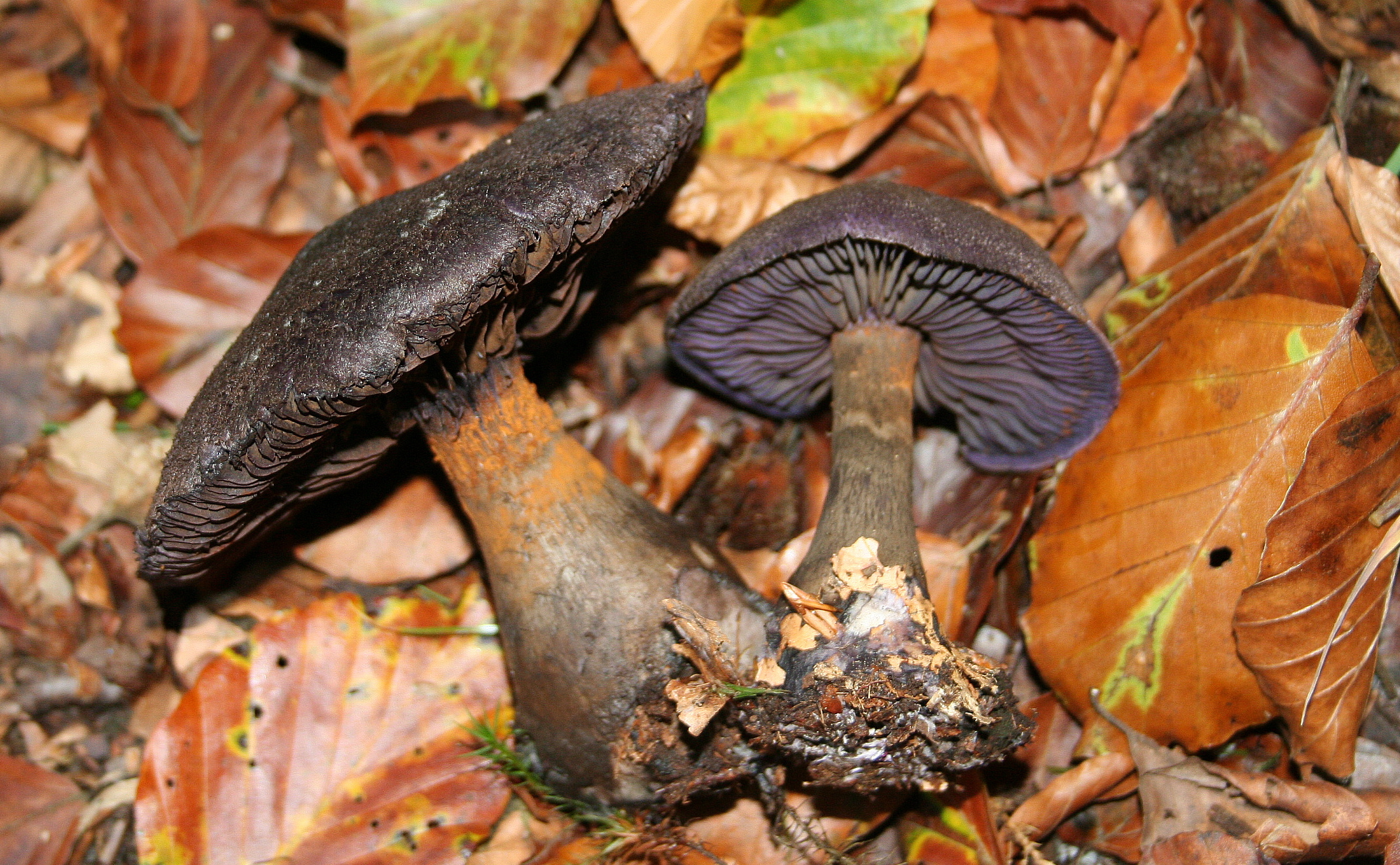
Паутинник фиолетовый

Шляпка гигрофанная или сухая, войлочная, чешуйчатая
Споры лимоновидные или миндалевидные.
- Cortinarius violaceus (L. : Fr.) Gray typus — Паутинник фиолетовый

## Dermocybe(Fr.)Sacc.—Дермоцибе

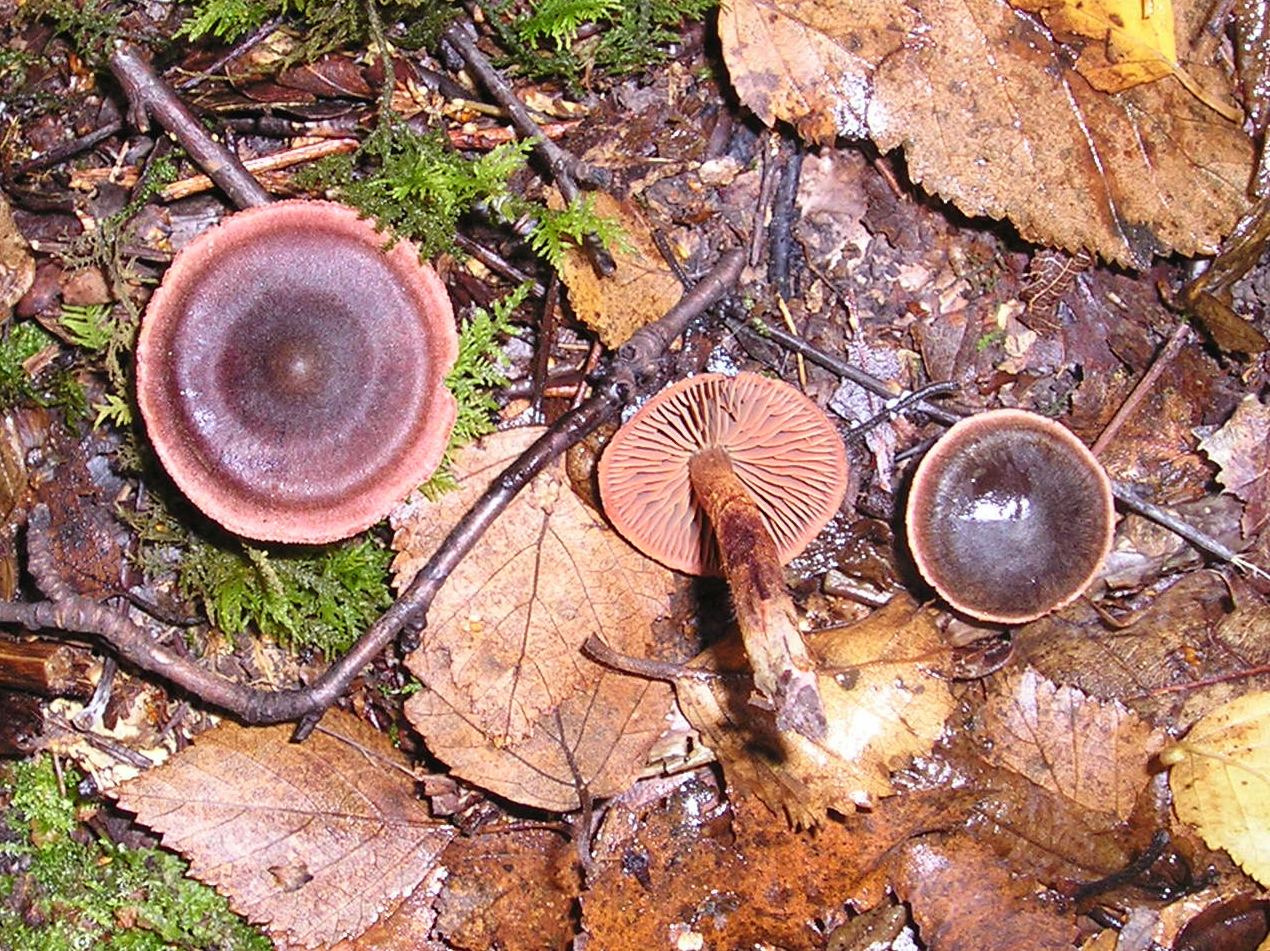
Паутинник тёмно-красный

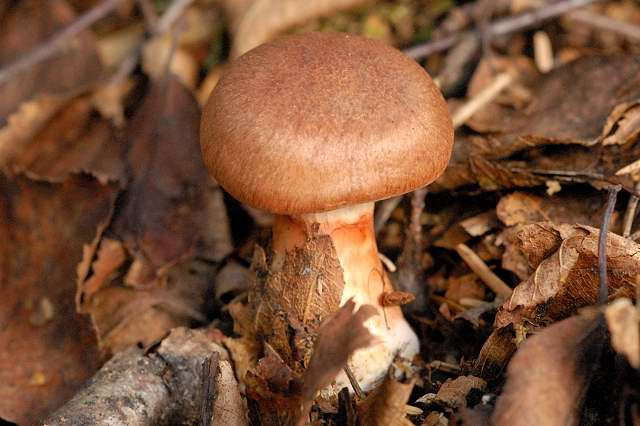
Паутинник коричный

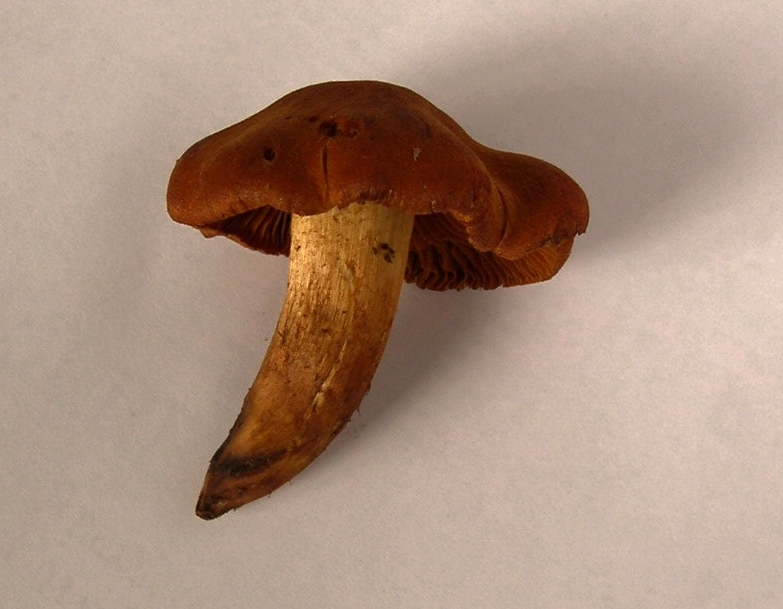
Паутинник плюшевый

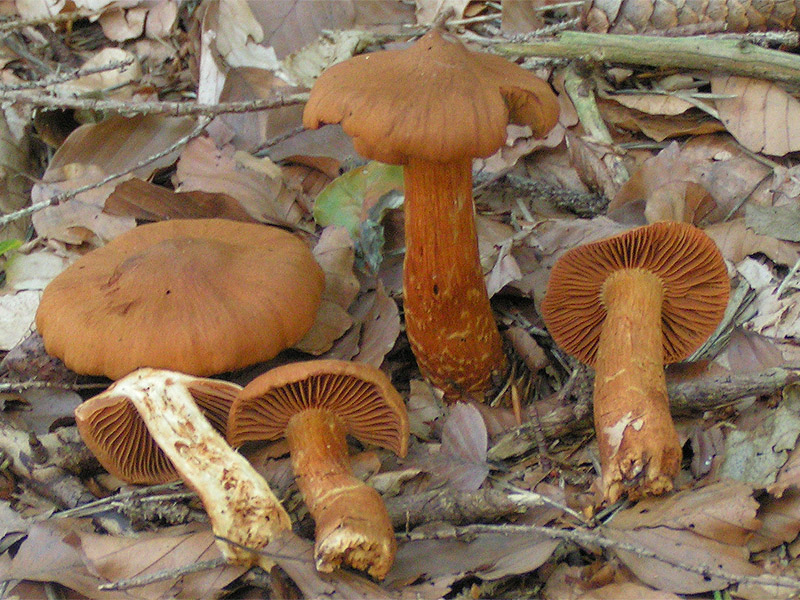
Паутинник красноватый

Шляпка негигрофанная, тонкомясистая, сухая, голая или бархатистая, войлочная, реже шелковистая. Гифы кожицы диаметром 2—8 мкм.
Пластинки жёлтые, оранжевые, оливковые или красные.
Мякоть окрашивается щёлочью в красный, бурый или чёрный цвет.
Ножка того же цвета, что и молодые пластинки.
Споры зерновидно-эллипсоидальные, шероховатые.
Для представителей подрода характерно высокое содержание пигмента эмодина и других веществ класса антрахинонов, обладающих токсическим действием.
- Cortinarius alienatus (E. Horak) G. Garnier, 1991
- Cortinarius alkalivirens Høil. & Watling, 1990
- Cortinarius alnophilus (Mos.) Nespiak, 1981
- Cortinarius amoenus (Mos. & E. Horak) G. Garnier, 1991
- Cortinarius anomalus (Fr. : Fr.) Fr., 1838 — Паутинник аномальный, или необычный
- Cortinarius atropurpureus (E. Horak) Kuhnert-Finkernagel & Peintner, 2003
- Cortinarius anthracinus (Fr.) Fr., 1863 — Паутинник угольно-чёрный, или тёмно-красный, или пурпурово-бурый [syn.  Cortinarius purpureo-badius P.Karst., 1883]
- Cortinarius aurantiobasis Ammirati & A.H.Sm. 1977
- Cortinarius aureifolius Peck, 1885
- Cortinarius austrovenetus Cleland, 1928
- Cortinarius bataillei (Favre ex Mos.) Høiland, 1983 — Паутинник Батая
- Cortinarius californicus A.H.Sm., 1939
- Cortinarius cascadensis Ammirati & A.H.Sm., 1978
- Cortinarius chromobasis Høil. & Watling, 1990
- Cortinarius chrysolitus Kauffman, 1915
- Cortinarius cinnabarinus Fr., 1838 — Паутинник киноварный, или карминно-красный
- Cortinarius cinnamomeoluteus P.D.Orton, 1960 — Паутинник коричнево-жёлтый
- Cortinarius cinnamomeus (L. : Fr.) Fr., 1838 typus — Паутинник коричный, или тёмно-коричневый, или коричневый
- Cortinarius clelandii A.H.Sm., 1944
- Cortinarius croceoconus Fr., 1863
- Cortinarius croceus (Schaeff.) Bigeard et Guillemin — Паутинник шафрановый
- Cortinarius fervidus P.D.Orton, 1964 — Паутинник знойный
- Cortinarius holoxanthus (Mos. et Gruber) Nezd., 1980 — Паутинник одноцветно-жёлтый, или жёлтый
- Cortinarius huronensis Ammirati et A.H.Sm., 1972 — Паутинник гуронский [syn.  Hydrocybe (Cortinarius) palustris Mos., 1952 nom. inval.]
- Cortinarius malicorius Fr., 1838 — Паутинник красновато-бурый, или шафранно-бурый
- Cortinarius norvegicus Høil. 1984
- Cortinarius olivaceofuscus Kuehner, 1955 — Паутинник оливково-бурый
- Cortinarius orellanus Fr., 1838 — Паутинник плюшевый, или горный, или оранжево-красный, или ядовитый
- Cortinarius phoeniceus Maire, 1911 — Паутинник пурпурный
- Cortinarius polaris Høiland, 1983 — Паутинник полярный
- Cortinarius pratensis (Bon & Gaugué) Høil., 1984
- Cortinarius rubellus Cooke 1887 — Паутинник красноватый, или красивейший [syn.  Cortinarius speciosissimus Kühner & Romagn. 1953]
- Cortinarius sanguineus (Wulf. : Fr.) Gray, 1821 — Паутинник кроваво-красный
- Cortinarius semisanguineus (Fr.) Gill., 1874 — Паутинник кроваво-красноватый, или краснопластинковый
- Cortinarius sommerfeltii Høil., 1983 — Паутинник Соммерфельта
- Cortinarius sylvae-norvegicae Høil., 1993
- Cortinarius tubarius Ammirati et A.H.Sm., 1972 — Паутинник тубариевидный
- Cortinarius uliginosus Berck., 1860 — Паутинник топяной